# 1,3-dipól
1,3-dipolární sloučeniny nebo 1,3-dipóly jsou dipolární molekuly, v nichž se nacházejí delokalizované elektrony a elektrické náboje jsou odděleny třemi atomy. Slouží jako reaktanty v 1,3-dipolárních cykloadicích.
Známými skupinami 1,3-dipolárních látek jsou:
- Azidy (RN3)
- Ozon (O3)
- Nitrosloučeniny (RNO2)
- Diazosloučeniny (R2CN2)
- Některé oxidy:
  - Azoxidy (RN(O)NR)
  - Karbonyloxidy[3][4]
  - Nitriloxidy (RCN-O)
  - Oxid dusný (N2O)
  - Nitrony (R2CN(R)O)

- Některé iminy:
  - Azomethiniminy

Karbonyloxid

  - Nitriliminy (RCN-NR, analogy nitriloxidů)
  - Karbonyliminy
- Některé ylidy:
  - Azomethinylidy
  - Nitrilylidy (RCNCR'2)
  - Karbonylylidy
  - Thiosulfiny (R2CSS)